# Dagoberto Láinez
Dagoberto Jorge Láinez Vodanović (pronunciado /vodánovic/ en fonética española; Chile, 3 de enero de 1936 - Lima,  21 de abril de 2008) fue un abogado, empresario y político peruano. Dirigente del partido Acción Popular, fue diputado por Lima (1980-1985) y Presidente de su Cámara (1983-1984). Como empresario destacó en el campo de la radiocomunicaciones, siendo fundador y propietario de importantes radioemisoras a nivel nacional.

## Biografía
Fue hijo del ingeniero peruano Luis Laínez Martínez y de la chilena Mery Vodanović Haklička (pronunciado /vodánovich jaclíchka/), de ascendencia croata. Nació en Chile, donde su padre cursaba entonces estudios universitarios, y fue inscrito en la Embajada del Perú en Santiago.
Cursó sus estudios escolares en el Colegio Santo Tomás de Aquino de Lima, y luego ingresó a la Facultad de Derecho de la  Universidad Nacional Mayor de San Marcos, donde se recibió de abogado. Se consagró al ejercicio de su profesión.
Desde su temprana juventud militó en el partido Acción Popular, convirtiéndose en uno de sus principales dirigentes. Durante el Primer Gobierno de Fernando Belaúnde Terry (1963-1968) ejerció como prefecto del departamento del Cuzco.
Exitoso empresario de las radiocomunicaciones, fue propietario de radioemisoras que tuvieron gran popularidad, tales como Radio Aeropuerto, que después se convirtió en Radio 700 ("R. 700": "La Grande"), emitiendo su señal en Amplitud Modulada ("AM"), así como de Radio A ("La Radio del Amor") y Radio Z ("Rock and Pop") emitiendo estas en Frecuencia Modulada ("FM"). Sus radiodifusoras, presentes en las principales ciudades peruanas, gradualmente alcanzaron cobertura nacional en el Perú. 
El 31 de mayo de 1969 contrajo matrimonio con Martha Nelly Díaz Salvaterra, con quien tuvo tres hijos. Su esposa fue también empresaria y dirigente acciopopulista.
En 1975 se incorporó al Poder Judicial al ser designado juez instructor suplente. Sin embargo, pronto retornó a la actividad privada.
A fines de la década de 1970, con el anunciado proceso de retorno a la democracia, volvió a la actividad política, siempre en las filas de Acción Popular, del que fue Secretario Nacional de Disciplina. Resultó elegido diputado por Lima, ejerciendo su labor parlamentaria de 1980 a 1985. Trabajó activamente en diversas Comisiones, entre ellas la de Justicia y la de Relaciones Exteriores. Por sus reconocidas cualidades congresales fue elegido Presidente de la Cámara de Diputados del Perú, cargo que ejerció durante el periodo legislativo 1983-1984. Durante su gestión directiva, se ordenó que, en señal de respeto y en homenaje al almirante Miguel Grau, existiera en el hemiciclo de la Cámara de Diputados un escaño con el nombre del héroe de Angamos, siendo éste el primero en ser mencionado al momento de pasar lista a los congresistas, y debiendo estos responder al unísono «¡Presente!». Otra decisión importante fue la ley que creó la Universidad Peruana Los Andes.
Fue presidente del Directorio de la Confederación Nacional de Comerciantes
(CONACO) de 2001 a 2003. En tal calidad, celebró el primer Congreso Nacional de Empresarios, en Lima, y, además, promovió la formación del Patronato Empresarial del Perú.
Falleció el 20 de abril de 2008, a la edad de 72 años, como consecuencia de un cáncer al páncreas. Al día siguiente el Congreso de la República le rindió un homenaje póstumo. 
| Predecesor: Valentín Paniagua | Presidente de la Cámara de Diputados del Perú 26 de julio de 1983 - 26 de julio de 1984 | Sucesor: Elías Mendoza Habersperger |